# Sant Erenç
Saint-Hérent és un municipi francès situat al departament del Puèi Domat i a la regió d'Alvèrnia-Roine-Alps. L'any 2007 tenia 107 habitants.

## Demografia

### Població
El 2007 la població de fet de Saint-Hérent era de 107 persones. Hi havia 44 famílies de les quals 16 eren unipersonals (12 homes vivint sols i 4 dones vivint soles), 12 parelles sense fills i 16 parelles amb fills.
La població ha evolucionat segons el següent gràfic:
Habitants censats

### Habitatges
El 2007 hi havia 78 habitatges, 45 eren l'habitatge principal de la família, 18 eren segones residències i 15 estaven desocupats. Tots els 78 habitatges eren cases. Dels 45 habitatges principals, 44 estaven ocupats pels seus propietaris i 1 estava llogat i ocupat pels llogaters; 1 tenia una cambra, 1 en tenia dues, 16 en tenien tres, 12 en tenien quatre i 15 en tenien cinc o més. 41 habitatges disposaven pel capbaix d'una plaça de pàrquing. A 18 habitatges hi havia un automòbil i a 22 n'hi havia dos o més.

### Piràmide de població
La piràmide de població per edats i sexe el 2009 era:
| Homes | Edats   | Dones |
| ----- | ------- | ----- |
| 0     | 95 o +  | 0     |
| 0     | 90 a 94 | 0     |
| 0     | 85 a 89 | 0     |
| 0     | 80 a 84 | 0     |
| 8     | 75 a 79 | 0     |
| 4     | 70 a 74 | 8     |
| 0     | 65 a 69 | 4     |
| 8     | 60 a 64 | 4     |
| 0     | 55 a 59 | 4     |
| 4     | 50 a 54 | 4     |
| 8     | 45 a 49 | 4     |
| 0     | 40 a 44 | 0     |
| 8     | 35 a 39 | 0     |
| 8     | 30 a 34 | 0     |
| 0     | 25 a 29 | 8     |
| 0     | 20 a 24 | 0     |
| 0     | 15 a 19 | 0     |
| 0     | 10 a 14 | 0     |
| 8     | 5 a 9   | 0     |
| 4     | 0 a 4   | 0     |

## Economia
El 2007 la població en edat de treballar era de 72 persones, 57 eren actives i 15 eren inactives. De les 57 persones actives 55 estaven ocupades (36 homes i 19 dones) i 2 estaven aturades (2 homes). De les 15 persones inactives 5 estaven jubilades, 6 estaven estudiant i 4 estaven classificades com a «altres inactius».
Activitats econòmiques
L'any 2000 a Saint-Hérent hi havia 15 explotacions agrícoles.

## Poblacions més properes
El següent diagrama mostra les poblacions més properes.